# Nocturnal (Band)
Nocturnal ist eine Thrash-Metal-Band, die 2000 in Rosenfeld gegründet wurde. Die Band spielt riff-lastigen traditionellen Thrash Metal in der Tradition von Bands wie Destruction, Assassin, Living Death, Sodom, Iron Angel, Exumer und Kreator.

## Geschichte
Die Band wurde 2000 nach der Auflösung von Bestial Desecration von ihrem letzten übrigen Gründungsmitglied Avenger als Ein-Mann-Band gegründet. Im Gründungsjahr wurde ihre erste Demoaufnahme Rites of the Black Mass veröffentlicht. Ende 2000 lernte Avenger Skull Crusher kennen, der zweiter Gitarrist und Sänger der Band wurde. Zusammen spielten sie von Dezember 2000 bis Februar 2001 vier Lieder ein, von denen zwei auf der Single Slaughter Command veröffentlicht wurden. Mitte 2001 kamen der Sänger Metallic Mayhem und der Schlagzeuger Hellbastard zur Band, die sich wiederum von Skull Crusher trennte; dieser spielt inzwischen bei Fleshcrawl. In dieser Besetzung spielte die Band im November 2001 fünf Lieder ein, die Anfang 2002 auf der EP Thrash with the Devil erschienen. In der Zwischenzeit stießen Jex (ex-Vexed) als zweiter Gitarrist und Vomitor als Bassist zu Nocturnal. Anfang April 2003 ging die Band erneut ins Studio und nahm die Single Fire of Revenge auf, die mit Verspätung ein Jahr später erschien. Zwischen den Aufnahmen und der Veröffentlichung trennte die Band sich wieder von Jex.
Die Band spielte ihre Konzerte daraufhin mit einer einzigen Gitarre, wobei Avenger im Studio die Spuren für zwei Gitarren aufnahm. Die Band stellte die Lieder für ihr Debütalbum Arrival of the Carnivore fertig, unterschrieb bei From Beyond Productions aus den Niederlanden und nahm das Album im Juni/Juli 2004 im Toxomusic-Studio (Desaster, Metalucifer, Decayed) auf. Gestaltet wurde das Album von Kris Verwimp. Die CD-Version wurde über From Beyond Productions und die LP als Lizenzpressung über Deathstrike Records veröffentlicht.
2008 wechselte die Besetzung erneut. Kurz nach dem Einstieg der neuen Sängerin Tyrannizer wurde, erneut im Toxomusic-Studio, das zweite Album Violent Revenge aufgenommen. Wegen des Erfolgs des Musikvideos zu Temple of Sin, das bei YouTube über 40.000 mal angesehen wurde, entschied die Band sich, für ihr zweites Album ein weiteres zu drehen.

## Diskografie

### Alben
- Arrival of the Carnivore (2004, Deathstrike Records)
- Violent Revenge (2009, Displeased Records)
- Storming Evil (2014, High Roller Records)
- Serpent Death (2021, Dying Victims Productions)

### DVDs
- Temples of Sin (2005, Eigenveröffentlichung)

### Demos
- Rites of the Black Mass (2000, Deathstrike Records)
- Thrash with the Devil (2002, Hades Paradise)
- The Burning of Ranstadt (2004, Deathstrike Records)

### EPs, Kompilationen, Singles
- Slaughter Command (Single, 2001, Deathstrike Records)
- Thrash with the Devil (EP, 2003, Heaven Ablaze)
- Outbreak of Evil (Split mit Bestial Mockery, Vomitor und Toxic Holocaust, 2004, Witching Metal Records)
- Fire of Revenge (Single, 2004, Bestial Onslaught)
- Thrashbeast from Hell (Split mit Toxic Holocaust, 2004, Witchhammer Productions)
- Havoc Tales (Kompilation, 2005, Iron Fist Kommando)
- Temples of Sin (EP, 2005, The Infernal Thrashing)
- Thrashing Rage (Split zusammen mit Bestial Desecration, 2005, Iron Fist Kommando)
- Cryptic (Split zusammen mit NunSlaughter, 2005, Agonia Records)
- Creation of the Possessed / Highway Survivor (Split mit Armour, 2007, Thrashing Rage)
- Raging Rehearsal (EP, 2007, Terranis Productions)
- Thrashraid Over Bitterfield (EP, 2007, Thrashing Rage)
- Rise of the Undead / Unholy Ancient War (Split mit Pagan Rites, 2008, Hells Headbangers)
- Possessed Creations (Kompilation, 2010, Thrashing Rage)
- Tormentor (Kompilation, 2010, Deathstrike Records)
- Undead and Dangerous (EP, 2010, Eigenveröffentlichung)